# آناتومی عصبی حافظه
آناتومی عصبی حافظه شامل طیف گسترده‌ای از ساختارهای آناتومیک در مغز است.

## ساختارهای زیر کورتیکال

### هیپوکامپ

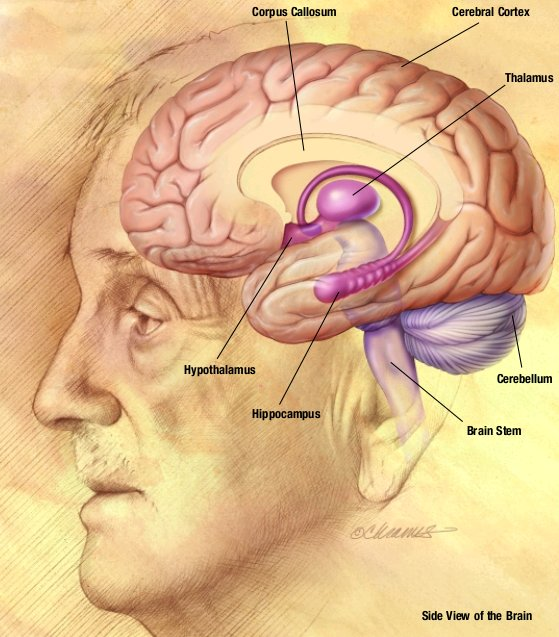
هیپوکامپ.

هیپوکامپ ساختاری در مغز است که بسیاری از کارکردهای مرتبط با حافظه به آن نسبت داده شده‌اند. هیپوکامپ بخشی از سیستم لیمبیک است و در مجاورت ناحیهٔ لوب تمپورال داخلی قرار دارد. هیپوکامپ از دو قسمت ساخته شده است: شاخ آمون و شکنج Dendate، که هرکدام از این قسمت‌ها حاوی انواع مختلفی از سلول‌ها هستند.

#### نقشه‌های شناختی
شواهدی وجود دارد که هیپوکامپ شامل نقشه‌های شناختی در انسان است. در یک مطالعه، سیگنال گرفته شده از تک سلول از الکترودهای کاشته شده در هیپوکامپ موش صحرایی آنالیز شده و و نشان داده شد که برخی از سلول‌های عصبی فقط زمانی به شدت واکنش نشان می‌دادند که موش در مکان‌های خاصی بود. این سلول‌ها به نام سلول‌های مکان شناخته می‌شوند و مجموعه‌ای از این سلول‌ها می‌تواند به عنوان نقشه ذهنی از مکان شناخته شوند. با این وجود هر یک از سلولهای مکانی فقط به یک منطقه منحصر پاسخ نمی‌دهند بلکه الگوی پاسخ این نورون‌ها باعث ایجاد لایه‌های پیچیده تری از نقشهٔ ذهنی مکان در هیپوکامپ می‌شوند. قسمت راست هیپوکامپ بیشتر به جنبه‌های فضایی پاسخ می‌دهد در حالی که سمت چپ آن در ارتباط با دیگر جنبه‌های اطلاعات زمینه‌ای است. همچنین شواهدی وجود دارد که تمرین‌هایی مثل به ذهن سپردن نقشه‌های ذهنی گسترده، مانند کاری که رانندگان تاکسی می‌کنند، می‌تواند باعث افزایش حجم هیپوکامپ گردد.